# جوتشو

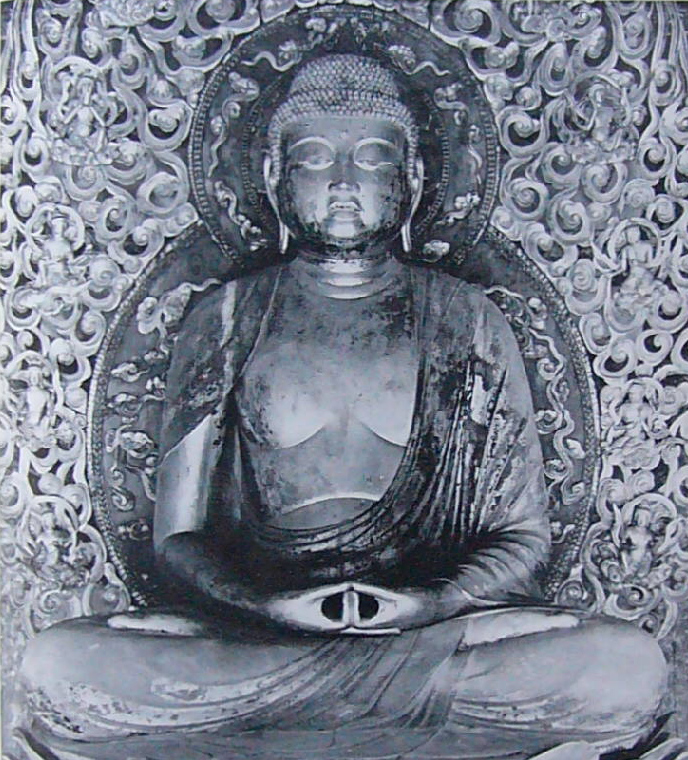
احد التماثيل البوذية التي نحتها جوتشو بوشي والذي اشتهر بتقنية يوسيجي في النحت بشخصية واحدة من العديد من قطع الخشب

توفي جوتشو عام ١٠٥٧ ميلادي ويعرف بإسم جوتشو بوشي، كان نحاتاً ياباني في فترة هيان. وقد اشتهر بتقنية يوسيجي في النحت بشخصية واحدة من العديد من قطع الخشب. وأعاد تعريف شريعة نسب الجسد لإنشاء صور بوذية. اشتهر طريقته في اليابان وجميع أنحاء اليابان وتعريف النحت اليابانية على مدى السنوات المائة والخمسون المقبلة. اليوم، ذكر مؤرخو الفن بأن جوتشو "هوَ الأول من النوع الجديد من النحات الرئيسي " و " واحداً من أكثر المبدعين التي انجبتها اليابان".

## المهنة
تدرب جوتشو في كوفوكو-جي، معبد في مدينة نارا. وبحلول عام ١٠٢٠ ميلادي، كان فناناً ذو شهرة في استديو في مدينة كيوتو، في ذلك الوقت، فوجي-وارا نو ميتشيناغا وهو أكبر فوجيوارا (عشيرة) في فترة هيان، تم تكليفة بتزين معبد هوجو-جي، المعبد الذي أسسه فوجيوارا. وبسبب جهود جوتشو حصل على لقب هوكيو (ماستر لدهرما بردج) في عام ١٠٢٢، حصل على تكريم نادر للنحات.
بعد ذلك عمل جوتشو نحاتاً لدى كوفوكو-جي. هذا العمل جعله يحصل على لقب اعلى، هوجين (ماستر لدهرما بردج). قام أيضا هوَ أو مدرسته بنحت تسعة تماثيل اميتابها من الخشب عند جوروري-جي، في معبد تومنو-او. اعطي ابن ميتشيناغا، فوجيوارا نو يوريميجي لجوتشو مهمته التالية. كان الهدف خلق تمثال اميدا ل فونكس هول التابع ل بيودو-ان، وهوَ معبد في مدينة يوجي قريبة من كيوتو. أكمل جوتشو القطعةَ في وقت ما بعد عام ١٠٥٢. هذه من أوائل أعمال جوتشو وقد تم الحفاظ عليها حتى وقتنا الحاضر، والعديد من القطع الأخرى له ما زالت محفوظة في هذا المعبد. يعد ستوديو جوتشو أول مثال لدراسات قابلة للتحقيق منها الفن الحرفي الياباني وتستمر من خلالها نظام الميراث. تم نقل تقنيات جوتشو لابنه كاكجو واحفاده انجو ووراجو، وحفيد ابنته كوجو ،وأخيرا كوكي. المدرسة التي بدأها هذا الفنان الأخير ستستمر في إحداث ثورة في المحت الياباني في فترة كاماكورا.

## أسلوبه
قام جوتشو بتعميم التقنية لإنشاء بيئة عمل من عدة قطع صغيرة من الخشب المنحوت (يوسيجي). على الرغم من أنها حدت من كمية التفاصيل السطحية التي يمكن للفنان أن ينحتها في كل قطعة، فقد أجبرت طريقة النحت على نقل رسالته المقصودة ضمن هذه الحدود. نتج عن ذلك المزيد من القطع المكررة والأثرية. والأهم من ذلك، انها سمحت لعدد مساعدين بالعمل على التمثال في وقت واحد، مما يسرع كثيرا في العملية. جوتشو، كسيد، انهاء اعمال التشطيب. كما أدت هذه التقنية إلى نسب منهجية لأجزاء الجسم وتفاصيل سطحية بسيطة، حيث سارعت هذه الخلايا إلى إنشاء الأجزاء المكونة وتشكيل القطعة النهائية. غالبا ما يستشهد مؤرخو الفن بهذا الشعار الجديد من النسب كدليل على عبقرية جيكو. واستندت القياسات على وحدة تساوي المسافة بين ذقن الشخصية المنحوتة وخط شعرها. المسافة بين كل ركبة (في تشكيل اللوتس الجالس) تساوي المسافة من قيعان الساقين الى الشعر. وبالتالي، فإن الركبتين على مسافة متساوية ومساوية تشكلان قاعدة التصميم الثلاثي، مما ينقل الشعور بالاستقرار والسلام. ويبرز التأثير أكثر من خلال المقارنة بين العناصر الأخرى في التصميم، لاسيما هالات الأرقام. هذه مفصلة بشكل معقد وتتميز برقصة التنين والغيوم والنار. تنقل تعبيرات منحوتات جوتشو التعاطف والاناقة، والنحت التفصيلي والدقيق لملامح الوجه يبرز نوعاً معيناً من اللطف. وطريقة ورشة العمل تقسيم العمل بين العديد من الحرفيين الذين تم القبض عليهم كما فعلوا مثل أسلوب جوتشو. ان تقليد مدرسته من قبل النحاتين في جميع أنحاء اليابان لأكثر من ١٥٠ عاماً مقبلة، حيث تحولت النحت اليابانية الى عقيدة متطابقة قبل إعادة اختراعها في فترة كاماكورا.